# José Reyes Estrada Aguirre
José Reyes Estrada Aguirre (Chihuahua, Chihuahua, 1929 - Ciudad Juárez, Chihuahua, 31 de marzo de 1989) fue un político mexicano, miembro del Partido Revolucionario Institucional, que fue alcalde de Ciudad Juárez.
José Reyes Estrada realizó sus estudios básicos en la ciudad de Chihuahua y en Saltillo, Coahuila, y fue abogado egresado de la Universidad Nacional Autónoma de México, ejerció su profesión en la Ciudad de México y posteriormente se trasladó en forma definitiva a Ciudad Juárez, donde ejerció como Juez de lo familiar, posteriormente ocupó los cargos de Secretario del Ayuntamiento y luego Tesorero del Ayuntamiento de Ciudad Juárez, en 1962 fue nombrado secretario particular del gobernador de Chihuahua Práxedes Ginér Durán, posteriormente fue notario público y en 1976 fue elegido diputado federal por el III Distrito Electoral Federal de Chihuahua a la L Legislatura de 1976 a 1979 y al terminar su periodo fue delegado de la Secretaría de Comercio en Ciudad Juárez.
Electo Presidente Municipal de Ciudad Juárez en 1980, entró a ejercer su cargo el 10 de octubre de ese mismo año, durante su gobierno se construyó la nueva sede de la Presidencia Municipal, conocida como Unidad Administrativa "Benito Juárez".
Al término de su periodo fue sucedido por primera vez en la historia de Ciudad Juárez por un candidato opositor al PRI, en este caso el panista Francisco Barrio Terrazas.
Su hijo, José Reyes Ferriz, fue Presidente Municipal de Ciudad Juárez para el periodo de 2007 a 2010.